# زمین‌لرزه ۱۹۹۵ کلیما-خالیسکو
زمین‌لرزه کلیما-خالیسکو  در تاریخ ۹ اکتبر ۱۹۹۵ میلادی، برابر با ‎۱۷ مهر ۱۳۷۴، ساعت ۱۵:۳۵:۵۳ به زمان یوتی‌سی در مکزیک، منطقه کلیما و خالیسکو رخ داد. ژرفای این زلزله ۲۵٫۶ کیلومتر بود، و بزرگی آن ۸ در مقیاس Mw اعلام شده‌است. زمین‌لرزه به وقت محلی در روز دوشنبه، ساعت ۹ روی داده و منطقه زمانی آن یوتی‌سی -۶ بوده‌است (با لحاظ تغییر ساعت تابستانی).
سازمان زمین‌شناسی آمریکا نیز رومرکز این زمین‌لرزه را در مختصات ۱۹°۰۳′۱۸″شمالی ۱۰۴°۱۲′۱۸″غربی / ۱۹٫۰۵۵°شمالی ۱۰۴٫۲۰۵°غربی و ژرفای آن را در ۳۳ کیلومتر گزارش کرده‌است. بزرگی برگزیدهٔ این سازمان از میان بزرگی‌های محاسبه‌شدهٔ مختلف ۸ در مقیاس Mw بوده و از دید اثر، در میان چهار دسته‌بندی «نامحسوس»، «محسوس»، «زیان‌آور» یا «با تلفات»، زلزله را «با تلفات» اعلام کرده‌است.رانش زمین در آن به وجود آمده‌است.سونامی نیز در این زلزله گزارش شده‌است.
پروژهٔ «تنسور گشتاور مرکزوار» زاویه‌های (راستا، شیب، ریک) گسل سازندهٔ زمین‌لرزه و صفحه عمود بر آن را (°۳۰۲، °۹، °۹۲) یا (°۱۲۰، °۸۱، °۹۰) و نوع گسل را «معکوس» فرارسانده‌است.
شمار کشتگان زلزله حدود ۴۹ نفر بوده‌است.تعداد زخمیان ۱۰۰ نفر برآورده شده‌است.بی‌خانمان شدگان نیز ۱۰۰۰ نفر اعلام شده‌است.